# Wadebridge
Wadebridge är en stad och civil parish i Cornwall i England. Folkmängden uppgick till 6 599 invånare vid folkräkningen 2011.